# Espaço-tempo

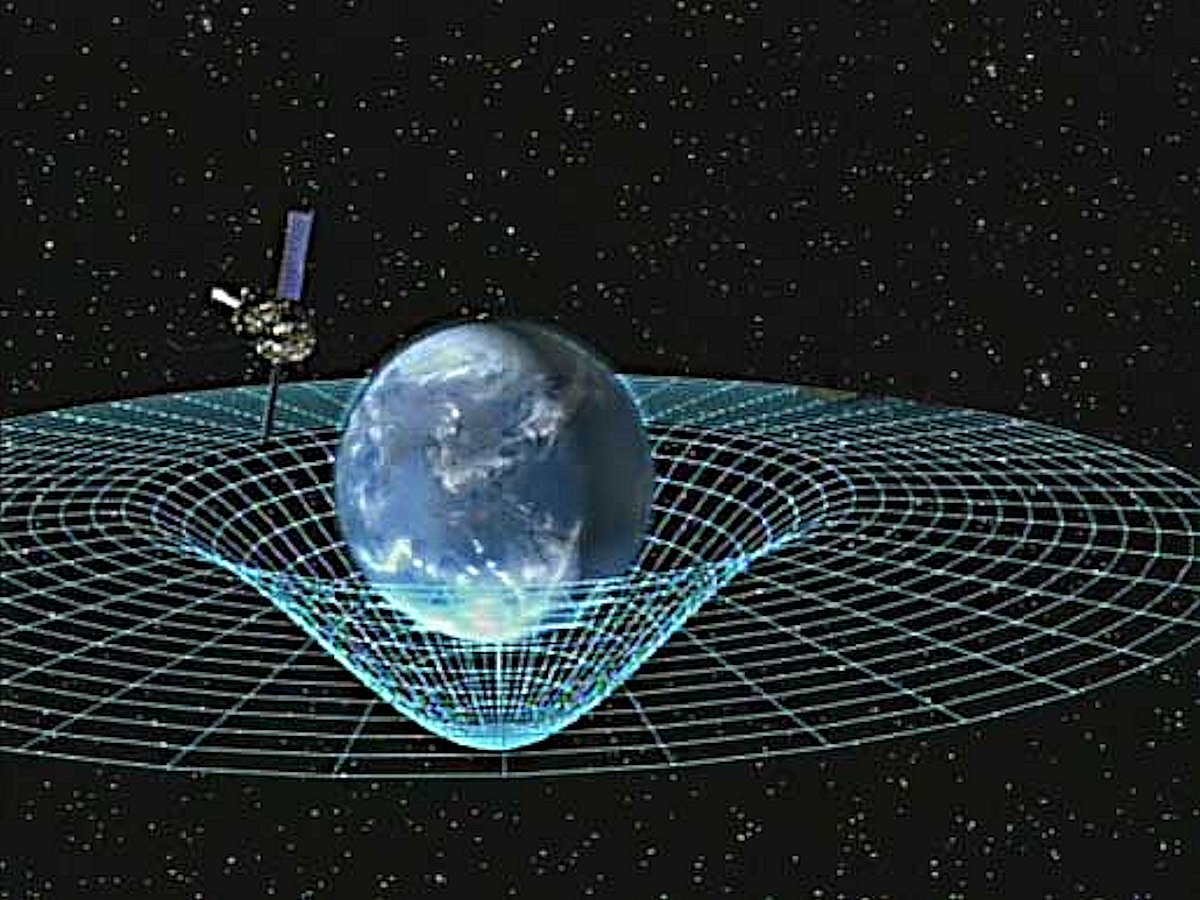
Representação artística da curvatura do espaço-tempo

Na física, espaço-tempo é o sistema de coordenadas utilizado como base para o estudo da relatividade restrita e relatividade geral. O tempo e o espaço tridimensional são concebidos, em conjunto, como uma única variedade de quatro dimensões a que se dá o nome de espaço-tempo. Um ponto, no espaço-tempo, pode ser designado como um "acontecimento". Cada acontecimento tem quatro coordenadas (t, x, y, z); ou, em coordenadas angulares, t, r, θ, e φ que dizem o local e a hora em que ele ocorreu, ocorre ou ocorrerá.
Na mecânica clássica (não-relativista), o tempo é tomado como uma unidade de medida universal, uniforme por todo o espaço, e independente de qualquer movimentação nesse, enquanto que no contexto da relatividade especial, o tempo é tratado integralmente à dimensão espacial, pois a taxa observada da passagem do tempo depende da velocidade do objeto em relação ao seu observador.
Pontos no espaço-tempo são chamados de eventos e são definidos por quatro números, por exemplo, (x, y, z, ct), onde c é a velocidade da luz e pode ser considerado como a velocidade que um observador se move no tempo. Isto é, eventos separados no tempo de apenas 1 segundo estão a 299 792 458 metros um do outro no espaço-tempo. Assim como utilizamos as coordenadas x, y e z para definir pontos no espaço em 3 dimensões, na relatividade especial utilizamos uma coordenada a mais para definir o tempo de acontecimento de um evento.

## Conceito
Enquanto que na mecânica clássica não-relativista de Isaac Newton o tempo é tomado como uma unidade de medida universal, uniforme por todo o espaço, e independente de qualquer movimentação nesse, no contexto da relatividade especial de Albert Einstein o tempo é tratado como uma dimensão adicional às três dimensões espaciais, não podendo ser separado dessas, pois a taxa de passagem do tempo observada para um determinado objeto depende de sua velocidade em relação à velocidade do observador.
Da mesma forma que em geometria em três dimensões, os valores para as coordenadas x, y, z e t dependem do sistema de coordenadas escolhido, e isso inclui escolher a direção do eixo de tempo. Isso porque dois observadores em sistemas de referência em movimento possuem eixos de tempo em direções diferentes. O que para um observador em repouso em um dos referenciais é apenas direção temporal, para o outro em movimento relativo é uma mistura de espaço e de tempo. Esse é um dos pontos fundamentais da relatividade especial. No entanto, essa mistura não é percebida no dia a dia devido à escala de velocidades a que estamos acostumados. Da transformação de Lorentz, as coordenadas de um sistema em movimento com velocidade v na direção do eixo x de um outro referencial são dadas por:
{\displaystyle x^{\prime }=\gamma (x-v\cdot t)}
{\displaystyle t^{\prime }=\gamma (t-{\frac {v}{c^{2}}}x)}
Onde:
{\displaystyle \gamma ={\frac {1}{\sqrt {1-{\frac {v^{2}}{c^{2}}}}}}}
é chamado de fator de Lorentz. Este fator, mesmo para uma velocidade extremamente alta para o nosso padrão diário, como uma velocidade de aproximadamente 16 000 m/s, ou 57 600 km/h, que é a velocidade média da Voyager, um dos objetos mais rápidos construídos pelo homem, seria de :
{\displaystyle \gamma ={\frac {1}{{\sqrt {(}}1-{\frac {16000^{2}}{299792458^{2}}})}}={\frac {1}{0,9999999985758079272372068767569}}=1,0000000014241920747911161862521}
E o fator de mistura entre tempo e espaço na transformação de Lorentz (o termo que multiplica x na coordenada de tempo do sistema em movimento, dado acima) seria de :
{\displaystyle {\frac {v^{2}}{c^{2}}}={\frac {16000^{2}}{299792458^{2}}}=0,00000000028483841434972631863656}
Portanto, o fator adicionado à coordenada de tempo é praticamente zero. Nas velocidades às quais estamos habituados no dia a dia, a diferença entre espaço-tempo e um espaço de três dimensões parametrizado pelo tempo é irrelevante. Mas não para outros ambientes no universo, ou mesmo em laboratórios de física de partículas.

## Referencial
Como as coordenadas x, y, z de um ponto dependem dos eixos utilizados para o localizar, também as distâncias e intervalos temporais, invariantes na física Newtoniana, dependem do referencial no qual se situa cada observador, na física relativista. Ver contracção do comprimento e dilatação do tempo. Esta é a ideia base da Teoria da Relatividade Restrita.
A relatividade geral, por seu lado, parte do princípio de que o espaço-tempo não pode ser um fundo fixo, mas, sim, uma rede de relações em evolução.
Um "intervalo de espaço-tempo" entre dois acontecimentos é a quantidade (invariante consoante o referencial) análoga à distância no espaço euclidiano. O intervalo de espaço-tempo s numa curva, na ausência de campos gravitacionais, é definido por:
{\displaystyle ds^{2}=c^{2}dt^{2}-dx^{2}-dy^{2}-dz^{2}}
onde c é a velocidade da luz. Uma suposição básica da relatividade é que transformações nas coordenadas, como as transformações de Lorentz mantêm os intervalos invariantes.
Os intervalos espaço-tempo, concebidos numa variedade (termo matemático), definem uma métrica pseudo-euclidiana chamada de métrica de Lorentz. Esta métrica é similar à das distâncias no espaço euclidiano. Contudo, note-se que enquanto que as distâncias são sempre positivas, os intervalos espaço-tempo podem ser positivos, nulos ou negativos. Os acontecimentos com um intervalo de espaço-tempo zero são apenas separados pela propagação de um cones de luz|sinal luminoso. Os acontecimentos com um intervalo de espaço-tempo positivo situam-se no seu futuro ou passado recíproco, sendo o valor do intervalo definido pelo tempo próprio medido por um observador viajando entre eles. O espaço-tempo, vista à luz desta métrica pseudo-euclidiana, constitui uma variedade pseudo-riemanniana.
Um dos mais simples e interessantes exemplos de espaço-tempo é o chamado espaço de Minkowski, já definido pela expressão para {\displaystyle ds^{2}} atrás. Este é o modelo usual da Teoria da Relatividade Restrita. Em contraste, a Relatividade Geral propõe que a variedade subjacente pode não ser plana, pela presença da gravidade. Nesse caso a métrica, (a expressão para {\displaystyle ds^{2}}), mesmo com transformações de variáveis, não pode ser expressa pela de Minkowski.
Restringindo-nos à física newtoniana, os acontecimentos aparecem como um único espaço-tempo. Nesse caso referimo-nos à relatividade de Galileu, sendo o sistema de coordenadas relacionado com as transformações de Galileu. Contudo, como as distâncias espaciais são consideradas independentemente das distâncias temporais, tal espaço-tempo poderá ser decomposto arbitrariamente, o que não poderá acontecer à luz da relatividade geral.

### Fatos gerais
Uma variedade compacta pode tornar-se num espaço-tempo se e só se a característica de Euler for 0. Qualquer variedade de 4 dimensões não compacta pode tornar-se um espaço-tempo.
Muitas variedades espaço-temporais tem interpretações que podem parecer bizarras ou desconfortáveis para muitos físicos. Por exemplo, um espaço-tempo compacto tem curvas de tempo fechadas, "loops", que viola a noção de causalidade tão cara aos físicos. Por essa razão, os físicos matemáticos levam em consideração apenas um subconjunto de todos os espaço-tempo possíveis.
Uma forma de fazer isto é estudar "soluções realísticas" das equações da Relatividade Geral. Outro é adicionar alguma restrição física "razoável", mas ainda assim geometricamente genérica, e em seguida tentar provar coisas interessantes sobre o espaço-tempo resultante. A última abordagem tem levado a resultados importantes, notavelmente os teoremas de singularidade de Penrose-Hawking.
Em física matemática é comum restringir a variedade a variedades conexas de Hausdorff. Um espaço-tempo Hausdorff é sempre paracompacto.

### Espaço-tempo quantizado
A pesquisa científica atual centra-se na natureza do espaço-tempo ao nível da escala de Planck. A gravidade quântica em loop, a teoria das cordas e a termodinâmica dos buracos negros predizem um espaço-tempo quantizado sempre com a mesma ordem de grandeza.
A gravidade quântica em loop chega mesmo a fazer previsões precisas sobre a geometria do espaço-tempo à escala de Planck.

## Tempo tridimensional
Enquanto a física tradicional entende o tempo como uma progressão linear (passado-presente-futuro), o tempo-3D sugere outras direções possíveis para o fluxo temporal. A teoria da relatividade do Einstein mostra que o espaço-tempo tem quatro dimensões: três espaciais (comprimento, largura e altura) e uma temporal, mas um experimento usando um processador quântico criou duas dimensões simultâneas do tempo. O tempo-3D, é a teoria onde o tempo possui múltiplas dimensões independentes igual o espaço, onde o tempo teria três eixos de movimento semelhante aos três eixos espaciais (x, y e, z). Assim combinados existiriam seis dimensões de espaço-tempo.
A pesquisa na Universidade de Alaska Fairbanks (UAF) de Gunther Kletetschka propõe que, o tempo é a única propriedade fundamental na qual todos os fenômenos físicos ocorrem e que o tempo possui três dimensões, o espaço seria uma manifestação secundária do tempo. Que mesmo em múltiplas dimensões temporais ainda funciona o sistema causa-efeito, que as seis dimensões espaço-tempo pode ajudar a resolver um grande desafio da física: unificar a mecânica quântica e a gravidade, uma explicação unificada do universo (semelhante a teoria de tudo).
Por exemplo, uma pessoa caminhando em linha reta, avança vivenciando o tempo normalmente. Agora pense em um caminho perpendicular que cruza o caminho reto anterior e, se a pessoa pudesse percorrer esse caminho lateral permanecendo no mesmo momento de tempo (sem retroceder e sem avançar no tempo), possivelmente a pessoa vivenciaria outras versões do mesmo dia sem o movimento do tempo (semelhante a teoria dos multiversos).

## Conceitos relacionados
- Filosofia do espaço e do tempo
- Transformação galileana
- Transformação de Lorentz
- Espaço de Minkowski
- Invariância de Lorentz
- Variedade
- Espaço métrico

- Espaço quadridimensional

- Gravidade
- Quadrivector